# Nadia Toffa

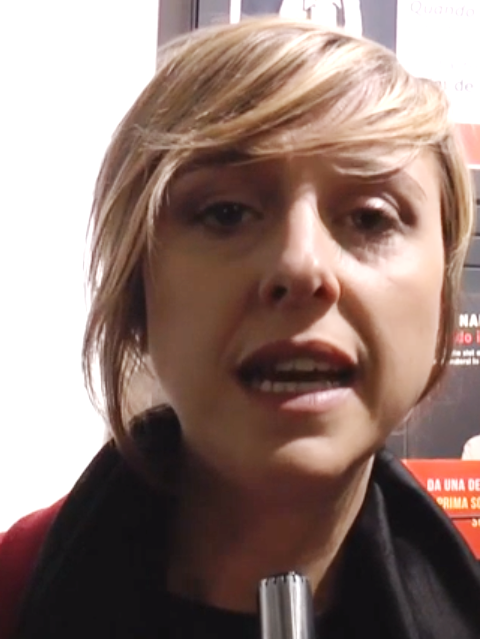
Nadia Toffa (2014)

Nadia Toffa (* 10. Juni 1979 in Brescia, Italien; † 13. August 2019 ebenda) war eine italienische Journalistin und Fernsehmoderatorin, die 2017 durch die satirische Nachrichtensendung Le Iene mit einer Reihe von Berichten über die Umweltauswirkungen mutmaßlicher Atomtests an der Universität Rom bekannt wurde.

## Leben

### Erste Berufserfahrungen
Nach dem Besuch des Liceo classico Arnaldo und einem Literaturstudium an der Universität Florenz trat Toffa erstmals bei einem lokalen Fernsehsender in der Emilia-Romagna auf. Von 2005 bis 2009 arbeitete sie für einen lokalen Sender ihrer Heimatstadt Brescia.

### Le Iene
Im Jahre 2009, im Alter von 30 Jahren, wurde Toffa Reporterin für die Fernsehsendung Le Iene und produzierte zahlreiche Berichte. Zu den bekanntesten zählten Betrugsfälle, die von Apotheken gegen das nationale Gesundheitswesen begangen wurden, die Verbreitung von Spielautomatenräumen, die illegale Abfallentsorgung in der Campagna durch die Camorra sowie die zunehmende Anzahl von Tumoren im „Dreieck des Todes“ zwischen Neapel und Caserta und auf dem "
„Land der Gifte“ in Crotone.
Am 2. April 2014 veröffentlichte sie ihr erstes Buch über das Glücksspiel in Italien.
Im Jahre 2015 wurde sie mit dem Internationalen Ischia Journalismus Award „Sonderpreis – Fernsehmoderator des Jahres“  ausgezeichnet.

### Krebserkrankung und Tod
Am 2. Dezember 2017 erlitt Toffa während eines Berichts in Triest einen Zusammenbruch, was zu ihrem vorübergehenden Ausscheiden aus dem Arbeitsleben führte. Am 11. Februar 2018 gab sie bekannt, dass ihr Zusammenbruch durch einen Hirntumor verursacht worden war.
Am 13. August 2019 starb Nadia Toffa in ihrer Heimatstadt Brescia an den Folgen ihrer Krebserkrankung, nachdem sie Anfang Juli nach einer Verschlechterung ihres Gesundheitszustands in ein Krankenhaus eingeliefert worden war.

## Fernsehen
- 2003: Telesanterno (Moderatorin verschiedener Sendungen)
- 2003–2008: Retebrescia (Gastgeberin verschiedener Sendungen)
- 2009–2019: Le Iene (Italien 1, 2009–2019 produziert; 2016–2019 als Moderatorin)
- 2015: Open Space (Italien 1)
- 2016: Biagio Antonacci – Ich widme dir alles (Canale 5)

## Schriften
- Wenn es hart auf hart kommt. Vom Spielautomaten bis zur staatlichen Lotterie: Wie man sich in einem Land verteidigt, das dem Vabanquespiel huldigt. Rizzoli, 2014, ISBN 978-88-17-07362-2
- Im Winter blühen. Meine Geschichte. Mondadori, 2018, ISBN 978-88-04-70516-1